# 冨山芳正
冨山 芳正（とみやま よしまさ、1912年5月6日 - 2003年10月23日）は、ドイツ文学者、学習院大学名誉教授。

## 来歴
東京都生まれ。1935年東京帝国大学文学部独文科卒。学習院大学助教授、教授、83年定年、名誉教授。東洋学園理事。

## 共編著
- 『大学ドイツ語講座 第1巻 大学一年前期篇』海老原晃, 田中泰三共著.郁文堂出版 1954
- 『郁文堂和独辞典』三浦靱郎, 山口一雄共編 郁文堂 1966
- 『郁文堂独和辞典』共編 郁文堂 1987

## 参考
- CiNii Books 著者